# Euornithes
De Euornithes zijn een groep vogels. 
De naam, de "Ware Vogels", werd voor het eerst gebruikt door Edward Drinker Cope in 1889 voor een parafyletische onderverdeling van de moderne vogels; de aanduiding, weinig nuttig, raakte geheel in onbruik. Nog onbekender was een latere toepassing uit 1940 door Dementjow. Het eerste moderne gebruik stamt uit 1992 door Sanz als een synoniem voor Ornithurae.
De eerste definitie als klade werd in 1998 gegeven door Paul Sereno (die op dat moment geen weet had van Sanz' betekenis): de groep bestaande uit alle Ornithothoraces die dichter bij de Neornithes staan dan bij Sinornis. In 2005 gaf hij een exacte definitie: de groep bestaande uit de huismus Passer domesticus en alle soorten nauwer vewant aan Passer dan aan Sinornis santanensis.
Tot de Euornithes behoren alle moderne vogels, maar niet de Enantiornithes. De klade moet zich afgesplitst hebben in het Vroege Krijt, hoewel geen heel vroege vormen bekend zijn.